# PEC 37
A Proposta de Emenda Constitucional 37/2011, abreviada como PEC 37, foi um projeto legislativo brasileiro que pretendia emendar a Constituição brasileira para incluir a apuração de investigações criminais como atividade privativa da polícia judiciária. Foi proposta pelo deputado Lourival Mendes, então do PTdoB do Maranhão.
À época de sua proposição, foi apoiada por juristas como Ives Gandra, José Afonso da Silva, Guilherme Nucci e Régis de Oliveira, que entendiam que a investigação criminal já era vedada ao Ministério Público, por falta de previsão legal ou por estar implícito no texto que tal competência já era privativa das polícias, embora o órgão ocasionalmente exercesse essa atividade. As entidades de classe do Ministério Público opuseram-se à proposta. De acordo com a Associação do Ministério Público do Distrito Federal e Territórios (AMPDFT), “há uma necessidade de o Ministério Público investigar, especialmente nos casos de: problemas de corporativismo policial, permeabilidade da polícia a pressões políticas, necessidade concreta de suplementar uma investigação policial em curso, ante a notória deficiência de estrutura da polícia”. A Ordem dos Advogados do Brasil e a Associação Nacional dos Delegados de Polícia Federal defenderam a PEC, enquanto o então Procurador-Geral da República Roberto Gurgel e o então Presidente do Supremo Tribunal Federal Joaquim Barbosa foram contrários à sua aprovação.
Entre os contrários à sua aprovação, a PEC 37 foi chamada de "PEC da Impunidade". Uma das causas dos protestos ocorridos no Brasil em 2013. Foi uma das bandeiras levantadas pelos manifestantes que tomaram as ruas de diversas capitais do país durante o mês de junho deste ano e pedia o arquivamento da Proposta de Emenda Constitucional 37/2011.
Foi votada em 25 de junho de 2013 e rejeitada por 430 votos, com apenas 9 favoráveis e 2 abstenções.